# Magnus Fredrik Brahe
Magnus Fredrik Brahe (ur. 15 października 1756, zm. 12 grudnia 1826) – szwedzki hrabia, polityk, Lantmarskalk, zasłużony dla państwa (otrzymał Królewski Order Serafinów), popierał Gustawa III należąc do proabsolutystycznej partii Gustavianerna.